# ۱۸۱ (میلادی)
۱۸۱ (میلادی) صد و هشتاد و یکمین سال تقویم میلادی است.

## درگذشتگان
‎